# Belgrandia thermalis
Belgrandia thermalis is een slakkensoort uit de familie Hydrobiidae. De wetenschappelijke naam is gepubliceerd in 1767 door Linnaeus.